# オナイダ川
オナイダ川 (オナイダがわ、Oneida River) はアメリカ合衆国のニューヨーク州を流れる川でオスウェゴ郡とオノンダガ郡の境界の一部となっている。オナイダ湖を水源としてセネカ川との合流点まで18マイル（29km）流れ、そこからオスウェゴ川となってオンタリオ湖へ注ぐ。
オノンダガ族にはSah-ehとして知られており、植民地時代にはオノンダガ川 (Onondaga River) とよばれていた。
オナイダ川はニューヨーク州バージ運河の一部として利用されている。